# Khadija Gbla
Khadija Gbla es una feminista y activista por los derechos humanos y contra la mutilación genital femenina de Sierra Leona. 

## Biografía
En 1991, se mudó con su familia a Gambia y luego a Australia por razones de seguridad, donde se les concedió el estatuto de refugiados en 2001.
Gbla sufrió la mutilación genital femenina (MGF) cuando tenía nueve años. Sucedió en Gambia, en el suelo de una cabaña y utilizaron un cuchillo oxidado sin esterilizar. En aquel momento no lo entendió y fue con trece años cuando se dio cuenta de que era una víctima de la mutilación genital femenina. En 2016 la mutilación le provocó complicaciones de cicatrización, dolor crónico y estrés.

## Trayectoria
Se ofreció como voluntaria en una organización benéfica de Australia del Sur llamada Women's Health Statewide. Ayudó a educar a los médicos, los agentes de policía y la comunidad sobre la mutilación genital femenina. Desde entonces, Khadija trabajó para abolir la mutilación genital femenina en Australia, estableciendo la organización benéfica NO FGM Australia para brindar atención médica y apoyo educativo a mujeres y niñas.
Khadija trabajó como educadora de pares para el programa estatal de salud de la mujer de Australia del Sur, donde habló con profesionales de la salud sobre la mutilación genital femenina, ayudándoles a comprender qué es, dónde ocurre y las creencias culturales que la rodean. Asesora al Consejo de la Juventud del Ministro del Gobierno de Australia del Sur sobre la organización de campamentos y actividades para los refugiados recién llegados y para crear conciencia sobre los problemas de salud sexual y mental entre sus compañeros. Representó a Australia en la arena internacional en el Modelo Nacional de Naciones Unidas de Harvard y el Foro de la Juventud de la Commonwealth de Diálogo de Australia y África, y diserta en muchos eventos.
En 2018, Khadija declaró: "Comencé a trabajar como voluntaria para Women's Health en todo el estado, un servicio que ayuda a las mujeres con sus necesidades de salud y bienestar. Aquí es donde comencé a hablar con los profesionales de la salud sobre la mutilación genital femenina (MGF), ayudándoles a comprender qué es, dónde ocurre, las creencias culturales que la rodean y cómo abordarla".
Su firma de consultoría Khadija Gbla Cultural ofrece capacitación y facilitación de conciencia cultural a agencias gubernamentales, organizaciones sin fines de lucro y particulares; y promoción y tutoría. Ha hablado en múltiples eventos TEDx. Además, es la directora ejecutiva de la organización sin fines de lucro "No FGM Australia" que trabaja para proteger a las niñas australianas de la mutilación genital femenina y para apoyar a las sobrevivientes de la mutilación genital femenina. 
Es embajadora de Our Watch, una organización australiana establecida para cambiar las actitudes de violencia hacia las mujeres y sus hijos e hijas, y directora de Reacher's Philanthropy - Comprometida con el autoempoderamiento de mujeres y niñas.
Gbla trabaja como asesora cultural, conferenciante y activista contra la MGF y declaró que "La MGF te impacta en todas las etapas de tu vida; cada mujer tiene su propia vergüenza y aislamiento en su experiencia. Quiero que la gente sepa lo terrible que es, la violación de los derechos de las mujeres y las niñas. Hay que educar mucho. Depende de nosotros acabar con esta vulneración de los derechos humanos."

## Reconocimientos
Su trabajo ha sido honrado varias veces:
- 2017 Finalista de la revista Cosmopolitan.
- 2016 Finalista del Women's Weekly y Qantas Women of the Future
- 2014 The Advertiser Las 50 mujeres más influyentes de Australia del Sur
- 2013 Madison Magazine Las 100 mujeres más inspiradoras de Australia
- 2013 Amnistía Internacional Activistas de derechos humanos a tener en cuenta en 2013
- 2011 State, Finalista Joven Australiano del Año.[6]